# Molócha
Molócha är en ort i Grekland.   Den ligger i prefekturen Nomós Kardhítsas och regionen Thessalien, i den centrala delen av landet, 210 km nordväst om huvudstaden Aten. Molócha ligger 803 meter över havet och antalet invånare är 222.
Terrängen runt Molócha är lite bergig. Runt Molócha är det glesbefolkat, med 13 invånare per kvadratkilometer. Närmaste större samhälle är Fourná, 10,4 km söder om Molócha. I omgivningarna runt Molócha växer i huvudsak blandskog.